# Paulino Ascenção
José Paulino Carvalho de Ascenção (Madeira, 22 de junho de 1972) é um economista português e antigo deputado à Assembleia da República, entre 2015 e 2018. Foi coordenador regional do Bloco de Esquerda na Madeira.
É licenciado em Economia pela Faculdade de Economia de Coimbra. Antes de entrar para a política, era funcionário da Câmara Municipal do Funchal. Foi o primeiro deputado do Bloco de Esquerda eleito pelo círculo da Madeira, em 2015, e, em março de 2018, foi eleito coordenador regional do partido naquele arquipélago.
Em abril de 2018, renunciou ao cargo de deputado. Deixou de ser coordenador regional do Bloco de Esquerda na Madeira em junho de 2021.